# FN:s forskarpanel för biologisk mångfald och ekosystemtjänster
FN:s forskarpanel för biologisk mångfald och ekosystemtjänster (Intergovernmental Science-Policy Platform on Biodiversity and Ecosystem Services, IPBES) är en mellanstatlig organisation inrättad för att underlätta i frågor om biologisk mångfald och ekosystemtjänster.
Panelen är avsedd att fylla en liknande roll som Förenta nationernas klimatpanel.